# Academia Errante en Guipúzcoa
La Academia Errante en Guipúzcoa (España)  fue un ensayo de universidad popular  que surgió en los años cincuenta del siglo XX. 
Sus promotores fueron  Ángel Cruz Jaka Legorburu y Luis Peña Basurto con la idea de promover la cultura y el diálogo en un momento histórico con muchas carencias.

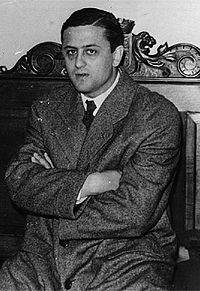
Luis Martin - Santos

## Descripción histórica
La Academia Errante consiguió convocar a diversos intelectuales, personas de diferente ideología y  formación  para expresar y compartir su pensamiento y discutir sobre el presente y el porvenir de la sociedad vasca.
Las reuniones comenzaron en 1955 pero a partir de  1959 se puede definir el inicio formal de la Academia con la publicación de las reuniones.
La primera reunión fue en Azcoítia y las sesiones   se desarrollaron en diversos pueblos de la provincia, en días festivos
Un grupo de intelectuales muy significados en ese tiempo: José Miguel de Barandiarán, Gregorio Marañón, Antonio Valverde,  Jorge Oteiza, Luis Martín-Santos, Koldo Mitxelena, Julio Caro Baroja, Ignacio María Barriola, Luis Pedro Peña Santiago, José María Busca Isusi, José Luis Munoa, José Berruezo, José Luis Banús y José Arteche entre otros participaron en sus sesiones.
En ellas primó la voluntad de entendimiento, a pesar de la diversidad de opciones morales, políticas y culturales de sus miembros.
Cruz Jaka Legorburu aseguró posteriormente  que la primera vez que oyó el nombre de Academia Errante fue a Luis Martín-Santos, que venía a definir aquellas reuniones de intelectuales por su carácter ambulante.
Médicos,  escritores, historiadores, sacerdotes, músicos, arquitectos, abogados, editores, impresores, intervinieron en sus sesiones en el escaso decenio en el que esta institución cultural actuó en Guipúzcoa.
En la Academia estaban representadas a su vez diversas ideologías -comunistas, nacionalistas, socialistas, carlistas, incluso franquistas con propósito de evolución-, lo que da de principio noción del espíritu de entendimiento y razón que animó a sus integrantes.
En 1964, Jaka Legorburu decidió no volver a convocar los encuentros, ante el acoso que recibía de la policía franquista, temerosa de la significación y alcance que iban tomando aquellos encuentros, en los que se convocaban los representantes más ilustres de la inteligencia.
La muerte en ese mismo año del psiquiatra y novelista Luis Martín-Santos en trágico accidente automovilístico, precipitó también en Jaka el desánimo, lo que, unido a la persecución policial, le obligó a cerrar aquella experiencia de más de una década.
No obstante, lo que prueba el espíritu emprendedor del propio Jaka es que volvería en 1968 a convocar en su propio domicilio en Zumárraga a algunos de los académicos, invitando a nuevos miembros más jóvenes a participar en las jornadas que dedicaron a la memoria de Lope de Aguirre y al músico José María Iparragirre.

## Epílogo
La academia errante fue la suma de actividades desarrolladas por un grupo de vascos con ideas políticas diversas en un empeño común: engrandecer la cultura vasca y el entendimiento.